# Autorriquixá

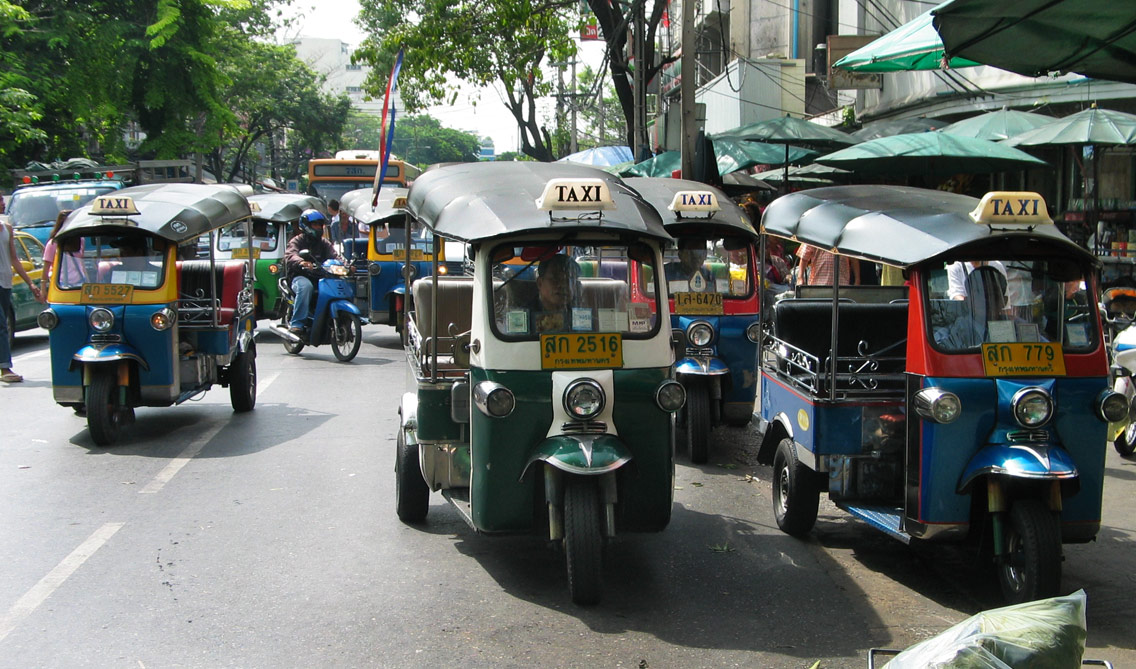
Tuk-tuks em Banguecoque

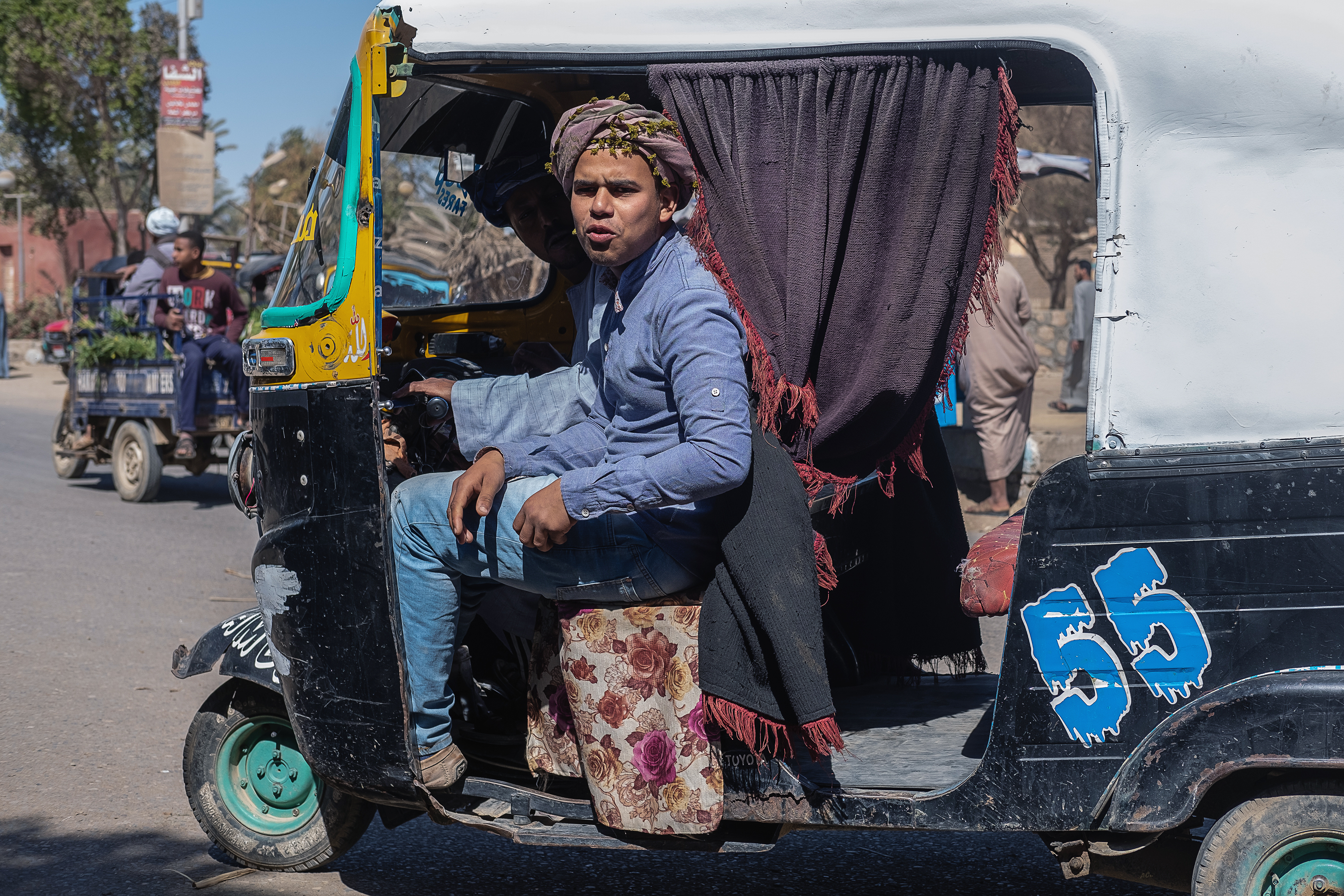
Autorriquixá no Egito

O autorriquixá (português brasileiro) ou autorriquexó (português europeu) (em Moçambique: txopela),[carece de fontes?] também conhecido como mototriciclo, tricarro, tuk-tuk ou tuque-tuque, é um meio de transporte, um modelo de riquixá ou de triciclo motorizado, com cabine para transporte de passageiros ou mercadorias, muito utilizado em países em desenvolvimento, sobretudo no sul e no Sudeste Asiático, mas também em alguns países europeus.
O vocábulo "riquixá" vem do japonês jinrikisha (人力車), onde jin (人) significa "humano", riki (力) significa "tração", e sha (車) significa "veículo", que literalmente significa "veículo de tração humana".[carece de fontes?]